# Сэндвич
Сэ́ндвич, са́ндвич — вид бутерброда, состоящего из двух кусочков хлеба и какой-либо начинки между ними (закрытый бутерброд). Бутерброд из одного кусочка хлеба в английском языке называется открытым сэндвичем (англ. open sandwich).
Французский вариант сэндвича называется крок-месье, итальянский — панини, испанский — бокадильо.

## История
Появление сэндвича в его современном виде можно приблизительно отнести к Европе XVII века. Сама же идея заворачивать в хлеб (или складывать на него) другие ингредиенты появлялась задолго до этого в различных культурах.
Оксфордский словарь датирует самое раннее употребление слова «сэндвич» по отношению к пище 1762 годом. Эдуард Гиббон в дневнике описывает, как члены клуба, в котором он состоит, — «лучшие люди королевства» — ужинают «маленькими кусочками холодного мяса, или сэндвичем». Согласно общепринятой версии, название происходит от титула Джона Монтегю, 4-го графа Сэндвичского (1718—1792), заядлого картёжника, который, по легенде, просиживал за игровым столом круглые сутки и просил подавать ему холодную говядину между двумя ломтиками поджаренного хлеба, чтобы не прерываться на приём пищи и при этом меньше пачкать руки.

## Распространение
Сэндвич, особенно в английских больших городах, стал неотъемлемой частью культуры питания. В Лондоне существует множество компаний, торгующих сэндвичами (Eat, Benjys, Pret a Manger). Крупнейшими в мире производителями сэндвичей являются сети ресторанов McDonald’s, Subway, Burger King.
В США имеется множество региональных разновидностей сэндвичей. Чикаго славится своими сэндвичами с говядиной по-итальянски, Милуоки — сэндвичами с сардельками и квашеной капустой, Филадельфия — сэндвичами с мясом и сыром, Денвер — сэндвичами с омлетом, а Лос-Анджелес — сэндвичами с французским соусом. В Новом Орлеане первенство среди сэндвичей оспаривают «по-бой» и «муфулетта». Последняя имеет происхождение из итальянской общины города. Муфулетту начиняют ветчиной, салями, мортаделлой, проволоне, оливками и добавляют большое количество чеснока. Сэндвич в длинной булочке, напоминающей подводную лодку, в США называют субмарин-сэндвич или просто саб.
Также в США распространены сэндвичи треугольной формы, называемые «клубными сэндвичами». Клубные сэндвичи часто продаются по две штуки в пластиковых или картонных упаковках. Как правило, два клубных сэндвича — это разрезанный по диагонали один сэндвич, состоящий из прямоугольных тостов.

## Необычные сэндвичи
- Для американской армии был разработан сэндвич, который не портится в течение трёх лет[7].
- В одном из лондонских супермаркетов можно приобрести необычайно дорогой сэндвич. Его цена — 85 фунтов стерлингов. Изделие состоит из мраморной говядины вагю, ломтиков фуа-гра, майонеза из масла трюфелей, сыра бри де мо, салата рукола[8], перца и помидоров черри (на самом деле это гамбургер, так как используется котлета, а не ломтики мяса)[9].